# استارتکس (کارولینای جنوبی)
استارتکس(به انگلیسی: Startex) شهری در ایالت کارولینای جنوبی کشور ایالات متحده آمریکا است که جمعیت آن در سرشماری سال ۲۰۱۰ میلادی، ۸۵۹ نفر بوده‌است.